# Землер, Кристоф
Кристоф Землер (Christoph Semler) — германский астроном и педагог.

## Биография
Был пастором в Галле. В сочинении «Nützliche Vorschläge von Aufrichtung einer mathematischen Handwerkerschule bey der Stadt Halle» (1705) выступил с первым проектом учреждения реальной школы, которая и была им открыта в 1708 году. Занятия Землера астрономией выразились в устройстве им различных астрономических инструментов и в составлении сочинения «Coniglobium. Globus astronomicus. Methodus triplex inveniendae longitudinis maritimae 1) per acus magneticas verticales, 2) per singularem aestimationem viae maritimae, 3) per horologia solaria et automata» (Галле, 1723). Им были изготовлены многие астрономические инструменты и некоторые физические. Берлинская академия наук избрала Землера в 1731 году в корреспонденты.